# Veldslag

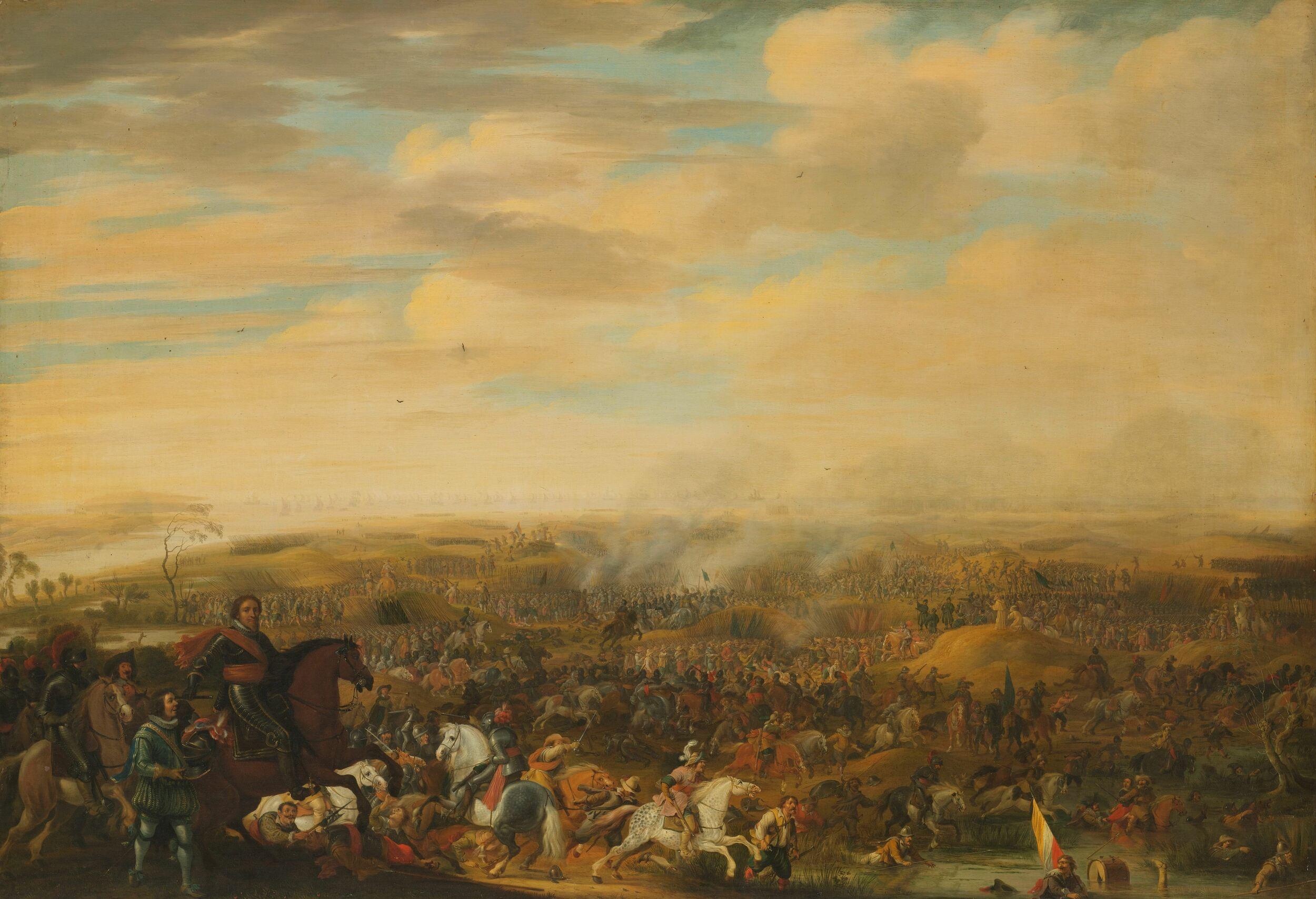
Veldslag tijdens de Slag bij Nieuwpoort.

Een veldslag is een geregeld militair treffen tussen verschillende vijandelijke landlegers die met elkaar slaags geraken.
Omdat het vaak over open vlaktes gaat waar de slag plaatsvindt, worden deze slagen veldslagen genoemd. Het terrein waarop de strijd doorgaat noemt men slagveld. 
Toch hoeft niet elke veldslag uitgevochten te worden in het veld, zoals de Slag bij het Teutoburgerwoud die plaatsvond in een woud of de Slag bij de Berezina die werd gestreden aan de Wit-Russische rivier de Berezina. Een veldslag is dus in een ruimere betekenis elk geregeld gevecht tussen twee of meer vijandelijke legers aan land.
Een variant hierop tussen vloten op zee worden zeeslagen genoemd, tussen vliegtuigen in de lucht luchtslagen of luchtoorlog.
Tegenover een open veldslag met een aanvallende bewegingsoorlog staat een defensieve stellingenoorlog zoals die voor het eerst op grote schaal gestreden werd in de loopgraven aan de IJzer in de Vlaamse Westhoek tijdens WO I.
Als twee of meer partijen hun gelijk willen halen via de rechtbank rond een bepaald twistpunt en zich niet kunnen verzoenen, kan dit eindigen in een juridische veldslag in de overdrachtelijke betekenis van het woord. 